# Гонконг Пегасус
«Гонконг Пегасус» (кит. 香港飛馬足球會) — гонконгский футбольный клуб. Выступает в первом дивизионе чемпионата Гонконгa.

## История
ТСВ Пегасус были основаны в июне 2008 года и начали выступать в первой лиге Гонконга. По окончании сезона выиграли свой первый трофей: Гонконг Сеньор Шилд. Также стали финалистами Кубка ФА Гонконга и Кубка лиги Гонконга.
В сезоне 2009/10 стали вице-чемпионами первого дивизиона лиги Гонконга, после чего получили право на выступление в Чемпионате Гонконга. Также выиграли Кубок ФА Гонконга.
В сезоне 2010/11 стали финалистами Кубка лиги Гонконга.
В сезоне 2011/12 стали вице-чемпионами первого дивизиона лиги Гонконга, финалистами Кубка ФА Гонконга и Кубка лиги Гонконга.
В июле 2012 года были переименованы в Сан Пегасус.
В сезоне 2012/13 стали финалистами Кубка ФА Гонконга.
В сезоне 2013/14 стали финалистами Гонконг Сеньор Шилд.
В 2015 году команда была переименована в Гонконг Пегасус. В сезоне 2015/16 выиграли во 2-й раз Кубок ФА Гонконга.
На данный момент клуб выступает в 3-м дивизионе Гонконга

## Стадион
Домашним стадионом является стадион Гонконг, вмещающий в себя 40 000 человек.  

## Цвета клуба
Цветами клуба является красный и белый

## Достижения
- Первый дивизион лиги Гонконга:
  - Вице-чемпион (2): 2009/2010, 2011/2012
- Гонконг Сеньор Шилд:
  - Обладатель (1): 2008/09
  - Финалист (1): 2013/14
- Кубок футбольной ассоциации Гонконга:
  - Обладатель (2): 2009/10, 2015/16
  - Финалист (3): 2008/09, 2011/12, 2012/13
- Кубок лиги Гонконга:
  - Финалист (3): 2008/09, 2010/11, 2011/12

## Известные игроки
- Адмир Адрович
- Алберто Тиаго
- Фестус Байсе
- Дарио Дамьянович
- Леонидас Соарес Дамасено
- Масаюки Окано